# ديل بيتس
ديل بيتس (بالإنجليزية: Del Bates)‏ هو لاعب كرة قاعدة أمريكي، ولد في 12 يونيو 1940 في كيركلاند في الولايات المتحدة، وتوفي في 24 سبتمبر 2009 في سبوكين في الولايات المتحدة.

## وصلات خارجية
- ديل بيتس على موقع دوري كرة القاعدة الرئيسي (الإنجليزية)
- ديل بيتس على موقعبيزبول رفرنس.كوم (الدوري الرئيسي) (الإنجليزية)
- ديل بيتس على موقعبيزبول رفرنس.كوم (الدوري الثانوي) (الإنجليزية)
- ديل بيتس على موقع إي إس بي إن.كوم (أم.أل.بي) (الإنجليزية)
- ديل بيتس على موقع مشجعي الرسوم البيانية (الإنجليزية)